# 4333 Sinton
4333 Sinton este un asteroid din centura principală, descoperit pe 4 septembrie 1983 de Edward Bowell.